# Juju (gênero musical)
Juju (em iorubá: Jùjú; em inglês: Jùjú music) é um estilo de  música popular nigeriana, derivada da tradicional Música iorubá de percussão. Surgiu na década de 1920 em clubes nas zonas urbanas de todo o país.  As primeiras gravações de Jùjú foram feitas por Tunde King e Ojoge Daniel nos anos 1920.  
Após a Segunda Guerra Mundial, instrumentos elétricos começaram a ser incluídos, e músicos pioneiros como I. K. Dairo, King Sunny Adé e Ebenezer Obey fizeram do gênero o mais popular na Nigéria, incorporando novas influências como funk, reggae e Afrobeat e criando novos sub-gêneros como o yo-pop. Esta música, diferentemente do apalá, sacara, e fuji, não foi criada pelos iorubás muçulmanos, e por isso é secular. Adé foi o primeiro a incluir o pedal steel guitar, que já tinha sido utilizado apenas em música country americana. Nas apresentações, é comum a plateia atirar dinheiro para os músicos de Jùjú, e esta tradição é conhecida como "spraying."
Afro-juju é um estilo de música popular nigeriana, uma mistura de Juju e Afrobeat. Sua mais famosa expoente foi Shina Peters, que era tão popular que a imprensa a chamou de fenômeno "Shinamania". O auge de popularidade do Afro-juju chegou no início dos anos 1990.